# Sus al-Aqsa
Sūs al-Aqṣā (in arabo ﺳﻮﺲ ﺍلاﻗﺼﻲ‎?), talvolta traslitterata Sus al-Aksa, era una città dell'Africa del Nord (attuale Marocco). 
Era situata vicino Tangeri e partecipava al commercio transafricano che toccava Gibilterra, Qayrawān, la Libia e l'Egitto. È infatti menzionata dal geografo persiano Ibn Khordādbeh nel suo al-Kitāb al-masālik wa l-mamālik (Libro delle strade e dei Reami), che la identifica come una delle tappe dei mercanti ebrei Radaniti, attivi nell'Alto Medioevo e oltre.